# Mestanza
Mestanza es un municipio y localidad española de la provincia de Ciudad Real, en la comunidad autónoma de Castilla-La Mancha. El término municipal, que incluye las aldeas de El Hoyo y Solanilla del Tamaral, tiene una población de 657 habitantes (INE 2024). Enclavado al sur de Puertollano, en el valle de Alcudia, con el embalse del Montoro en su término, se encuentra ya cercano a sierra Madrona.

## Geografía
Por el municipio discurre el río Fresnedas, en el que confluyen el Ojailén y el Montoro. En el siglo XIX se decía que el terreno «es montuoso y de poca miga por estar cuajado de grandes filones de pizarra, quebrado, con algunas cañadas de buena calidad, encinares descuidados y cord. que dividen y deslindan el real Valle de la Alcudia y enlazan con Sierra-Morena».

## Historia

### Prehistoria
En esta zona ha tenido lugar el asentamiento y desarrollo de  diferentes culturas, desde la prehistoria hasta nuestros días. Pueden observarse desde las Pinturas esquemáticas en abrigos rocosos en Fuencaliente y Solana del Pino. En el término de Mestanza, los sitios de La Tabernera, El Chupón y Callejones de Río Frío contienen restos de pintura esquemática, así como restos del Achelense y musteriense en Puente Mercedes (El Hoyo).

### Edad Antigua
La presencia romana se hizo patente en la explotación de las minas y en la ciudad de Sisapo (La Bienvenida). Este enclave minero romano estaba situado en la parte occidental del Valle de Alcudia, y estaba comunicada con el poblado de Cástulo (Linares) para facilitar la salida de los materiales obtenidos de las minas.
Un ejemplo del aprovechamiento minero en tiempo de los romanos, la encontramos en Minas Diógenes que estuvo en explotación hasta la década de 1970. Fue clausurada en 1979.
Así el paisaje fue modelado en tiempos romanos, en los que se puso en práctica una esquilmación de sus recursos forestales en favor de una intensísima explotación minera, documentada desde tiempos históricos pues el propio Cayo Mario, genial estratega y siete veces cónsul durante los últimos tiempos de la República Romana, basó su fortuna en las concesiones mineras de las Sierras Mariánicas (Sierra Morena y Sierra Madrona), que le deben esa denominación.

### Edad Media
En tiempos de los reinos musulmanes, en el emplazamiento del pueblo actual, construyeron los Bereberes un castillo, edificando así mismo una mezquita y alrededor de esta se fue edificando el pueblo, que primitivamente estaba al otro lado del cerro, pero las nuevas edificaciones se fueron construyendo al lado de la mezquita. De esta época quedó el nombre de la población Mestanza, palabra de origen bereber,  lleva el nombre de la tribu Mistasa .
El pueblo fue conquistado por el rey cristiano Alfonso VI en el año 1086.
A partir de la Edad Media, con la Orden de Calatrava, esta zona se convierte en la gran Dehesa Real (reconocimiento por haber sido durante muchos siglos uno de los mayores espacios de acogida de los rebaños trashumantes en los meses de invierno), donde pastaban los rebaños La Mesta, desplazándose hasta aquí gracias a la densa red de vías pecuarias existentes. De esta época, se conserva en el escudo de Mestanza, la Cruz de la Orden de Calatrava, y el carnero y la oveja de su escudo.
Esta antigua costumbre de llevar los rebaños en invierno al valle de Alcudia, siguen en vigor a un menor nivel hoy en día, ya que la transhumancia por las vías pecuarias ha sido sustituida en su mayor parte por el uso de medios de transporte modernos como el ferrocarril o el transporte por carretera. A las familias que vienen a vivir en invierno al Valle y que se suelen quedar a vivir en las casas que existen en las tierras arrendadas se las conoce con el nombre de "Serranos" por su procedencia desde antiguo de las Sierras de Guadalajara, Soria y Teruel entre otras provincias. Muchas costumbres, palabras e incluso apellidos de estas gentes (por ejemplo Vozmediano) quedaron en esta tierra.

### Edad Moderna y Contemporánea
A mediados del siglo XIX, el lugar contaba con una población censada de 2160 habitantes. La localidad aparece descrita en el undécimo volumen del Diccionario geográfico-estadístico-histórico de España y sus posesiones de Ultramar de Pascual Madoz de la siguiente manera:

MESTANZA: v. con ayunt. en la prov. de Ciudad-Real (8 leg.), part. jud. de Almodovar del Campo (3), aud. terr. de Albacete (34), dióc. de Toledo (26), c. g. de Castilla la Nueva (Madrid 36), perteneciente al Campo de Calatrava. sit. en una colina cercada de cerros; es de clima templado, reinan los vientos S. y O. y se padecen tercianas, siendo tambien muy frecuente la picadura de la Tarántula: tiene 300 casas, la mayor parte de un solo piso, en una plaza cuadrilonga y varias calles empedradas unas, y otras incrustadas de pizarra: hay casa de ayunt. bastante antigua, cárcel en el mismo edificio, escuela de niños, dotada con 2,200 rs. de los fondos públicos y asisten 50; una enseñanza privada de niñas á que asisten 12, igl. parr. dedicada á San Esteban, con curato de térm. y provision de S. M., á propuesta del tribunal especial de las órdenes militares, como perteneciente á la de Calatrava: la jurisd. corresponde al ordinario que ejerce por medio del vicario de Ciudad Real: son anejas á esta parr. las igl. de Cabezas-rubias, San Lorenzo, Hoyo, Solana del Pino y Solana del Tamaral, este sin igl. y Vera de la Antigua: el edificio fué reedificado en 1828, con una sola nave, y en los afueras se halla el cementerio que no perjudica a la salud: al O. de la v. se ven los restos de un cast. que perteneció á la encomienda de Barrancos, ya enajenada: se surten de aguas potables en 1 fuente de buen agua, 2 ó 3 pozos que hay dentro y fuera del pueblo. Confina el térm. por N. con el de Villanueva de San Cárlos; E. Viso del Marqués; S. Fuencaliente y Andujar; O. Puerto Llano, á dist. de 2 y 5 leg., y comprende las ald. de San Lorenzo, el Hoyo, Solana del Pino, Solana del Tamaral y Vera de la Antigua, de las cuales la primera ha formado ayunt. separado, continuando las demás unidas á su matriz; la granja de San lldefenso, las casas llamadas del Angel, otras de Guardas, y algunas cortijadas de corta consideración: le baña el r. Fresnedas, en el que entran los de Puerto Llano y Montoro. El terreno es montuoso y de poca miga por estar cuajado de grandes filones de pizarra, quebrado, con algunas cañadas de buena calidad, encinares descuidados y cord. que dividen y deslindan el real Valle de la Alcudia y enlazan con Sierra-Morena: los caminos son veredas de mal tránsito, cruzando por esta v. el atajo que desde Almodovar vá á Andujar y la Carolina: el correo se recibe en Almodovar por baligero 3 veces á la semana. prod.: trigo, cebada, centeno, garbanzos; se mantiene ganado lanar, cabrio, vacuno, cerril y de labor, y se cria mucha caza de todas clases. ind. y comercio se ejercitan las mujeres en hacer blonda para la fáb. de Almagro; se estraen los granos, importándose aceite y vino. pobl.: 432 vec., 2,160 alm. cap. imp.: 466,500 rs. contr. por todos conceptos con inclusion de culto y clero: 36,134 rs. 17 mrs. presupuesto municipal: 9,500 del que se pagan 2,200 al secretario por su dotacion, y se cubre con los fondos de propios, que consisten en los pastos de los montes y derechos de vino, y el déficit por repartimiento vecinal. En estos datos están incluidas sus aldeas.
(Madoz, 1848, pp. 397-398)

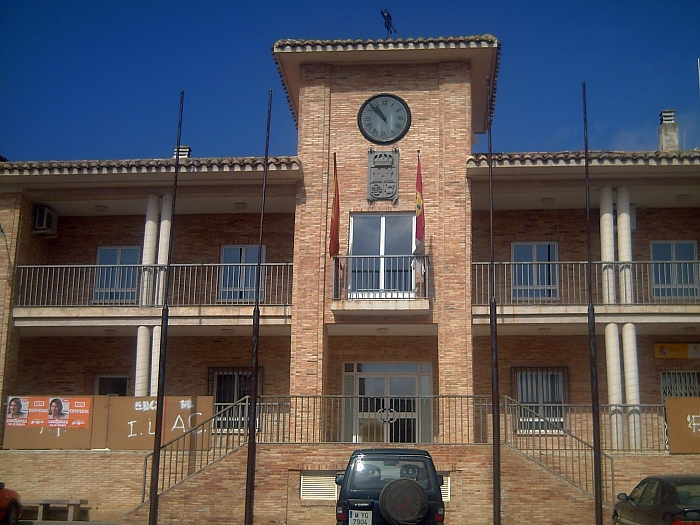
Ayuntamiento

La subsistencia en Mestanza se basaba en la minería y el pastoreo con ayuda ocasional de la caza aunque también existía un gran número de labradores que trabajaban una tierra no muy apta para el cultivo. La minería se centró principalmente en la minería del carbón desde finales del siglo XIX hasta mediados del siglo XX (en la cuenca de Puertollano) y en la de la galena argentífera (plomo y plata) dentro del mismo valle de Alcudia o en la zona de El Hoyo y Solanilla del Tamaral, llegándose a crear una nueva pedanía, Las Navas de Riofrío, también conocido como Pueblo Nuevo por parte de la Sociedad Minerometalúrgica de Peñarroya, en las cercanías de las nuevas explotaciones mineras y que más tarde se abandonaría en torno a 1930.
Debido al aislamiento internacional, la dictadura franquista decidió construir una planta destiladora de pizarras bituminosas en Puertollano, para lo cual se necesitaban grandes cantidades de agua, por lo que se procedió a construir el embalse del Montoro y las instalaciones de suministro a las instalaciones industriales, a través de un túnel que orada la sierra de Mestanza e instalando las plantas elevadoras necesarias para bombear el agua. Así el embalse del Montoro fue inaugurado por Franco en 1950, recogiendo las aguas del río Montoro y del Tablillas.
Tras el fin del bloqueo internacional, la planta de destilación de pizarras se sustituyó por la actual planta de refinado de petróleo, procediéndose al cierre paulatino de las minas. Hoy en día sólo quedan en funcionamiento las minas de carbón a cielo abierto que surten a las centrales térmicas situadas en la cuenca de Puertollano.
En la actualidad (2008), se ha ultimado una ampliación de la presa del embalse del Montoro, que triplica su capacidad de embalsado.

## Demografía
Mestanza cuenta con una población de 657 habitantes (INE 2024).
| Gráfica de evolución demográfica de Mestanza entre 1842 y 2021 |
| |
| Población de derecho según los censos de población del INE Población de hecho según los censos de población del INEEntre el censo de 1857 y el anterior, disminuye el término del municipio porque independiza a Solana del Pino Entre el censo de 1877 y el anterior, crece el término del municipio porque incorpora a Solana del Pino Entre el censo de 1897 y el anterior, disminuye el término del municipio porque independiza a Solana del Pino |

| 989           | 1,003 | 890 | 830 | 802 | 744 | 724 |
| (Fuente: INE) |       |     |     |     |     |     |

## Fiestas
Sus fiestas mayores se celebran el día de San Pantaleón, aunque las fiestas se celebran entre el 24 y el 29 de julio. La otra gran celebración en Mestanza es el día conocido como "El Voto", que consiste en una romería que se celebra el último domingo de mayo de cada año, en la que se lleva a la Virgen de la Antigua a la ermita del mismo nombre situada a las afueras del pueblo.

## Personas notables
- Daniel Céspedes Navas, con la Cruz de Oficial de la Orden al Mérito Civil (1974) y la Encomienda con Placa de la Orden de Alfonso X el Sabio (1991)
- Olallo Ramírez Ruiz, con la Medalla de Sufrimientos por la Patria, con distintivo amarillo, al ser herido por fuego enemigo en la Campaña del Rif (1922)
- Miguel Arroyo Serrano, con Cruz de Plata con distintivo rojo en la acción militar contra los cabecillas máximo Gómez en la guerra de Cuba con fecha del 29 de diciembre de 1895 por su heroico comportamiento den la batalla. Otra medalla con Cruz de plata con distintivo rojo en la acción de Cuartón de Piedras donde vencieron con grandes sacrificios a los rebeldes comandados por el cabecilla Rojas.